# Кери (Мисисипи)
Кери (енгл. Cary) град је у америчкој савезној држави Мисисипи.

## Демографија
По попису из 2010. године број становника је 313, што је 114 (-26,7%) становника мање него 2000. године.
| Група             | 2000.       | 2010.       |
| Белци             | 148 (34,7%) | 109 (34,8%) |
| Афроамериканци    | 275 (64,4%) | 200 (63,9%) |
| Азијати           | 3 (0,7%)    | 2 (0,6%)    |
| Хиспаноамериканци | 7 (1,6%)    | 0 (0,0%)    |
| Укупно            | 427         | 313         |